# 사랑의 노래 ~정말 사랑해요~
사랑의 노래~정말 사랑해요~(일본어: 愛の唄 〜チョンマル サランヘヨ〜 아이노 우타~정말루 사랑해요~[*])는 SMAP의 쿠사나기 츠요시가 한국어로 불러, 초난강 명의로 발매 한 싱글이다.

## 개요
- 샤란 Q의 멤버 인 츤쿠♂가 프로듀스를 담당했다. 이후 츤쿠♂가 자신의 앨범 〈TAKE1〉에서 다시 불렀다.
- 한국에서는 도레미 레코드를 통해 동시 발매하였고, 쿠사나기 츠요시는 자니스 주니어와 함께 한국에서도 음반 활동을 하였다.[1]

## 수록곡
1. 사랑의 노래~정말루 사랑해요~(愛の唄 〜チョンマル サランヘヨ〜)
  - 작사 : 츤쿠♂ / 가사 번역 : 초난강 / 작곡 : 츤쿠♂ / 편곡 : 스즈키 Daichi 히데유키

후지 TV 《초난강》 주제가. 일본 KFC(켄터키 후라이드 치킨) "한국풍 트위스터" CM 송.
1. 사랑의 노래~정말루 사랑해요~ (A COOL BOY REMIX)
2. 사랑의 노래~정말루 사랑해요~ (MUSIC TRACK)